# Marcou Brisson
Pour les personnes ayant le même patronyme, voir Brisson.
Marcou Brisson, né le 14 décembre 1739 à Saint-Aignan, mort le 1er octobre 1803 à Blois, est un homme politique de la Révolution française.

## Biographie

### Mandat à la Législative
En 1791, alors qu'il est procureur-syndic du Loir-et-Cher, Marcou Brisson est élu député du département, le premier sur sept, à l'Assemblée nationale législative.
Dès le début de son mandat, il est reçu au club des Jacobins. En avril 1792, il vote pour que les soldats du régiment de Châteauvieux, qui s'étaient mutinés lors de l'affaire de Nancy, soient admis aux honneurs de la séance. En août, il vote en faveur de la mise en accusation du marquis de La Fayette.

### Mandat à la Convention
La monarchie prend fin à l'issue de la journée du 10 août 1792 : les bataillons de fédérés bretons et marseillais et les habitants des faubourgs de Paris envahissent le palais des Tuileries ; Louis XVI, destitué, et sa famille sont incarcérés à la tour du Temple.
En septembre, Brisson est réélu député du Loir-et-Cher, le troisième sur sept derrière l'abbé Grégoire et François Chabot, à la Convention nationale.
Il siège sur les bancs de la Montagne. Lors du procès de Louis XVI, il vote la mort et rejette l'appel au peuple et le sursis à l'exécution. En avril 1793, il vote contre la mise en accusation de Jean-Paul Marat. En mai de la même année, il vote contre le rétablissement de la Commission des Douze.

### Sous le Directoire et le Consulat
Son mandat terminé, Brisson est nommé commissaire du Directoire dans le Loir-et-Cher. Puis le Consulat le nomme juge auprès du tribunal criminel de Blois. Il meurt en fonctions à l'âge de soixante-trois ans en 1803.

## Sources
1. ↑  Archives parlementaires de 1787 à 1860, Première série, tome 34, p. 35.
2. ↑  Alphonse Aulard, La Société des jacobins tome 3, séance du 3 octobre 1791, p. 161.
3. ↑  Archives parlementaires de 1787 à 1860, Première série, tome 41, séance du 9 avril 1792, p. 406.
4. ↑  Archives parlementaires de 1787 à 1860, Première série, tome 47, séance du 8 août 1792, p. 582.
5. ↑  Archives parlementaires de 1787 à 1860, Première série, tome 52, p. 46.
6. ↑  Archives parlementaires de 1787 à 1860, Première série, tome 62, séance du 13 avril 1793, p. 60.
7. ↑  Archives parlementaires de 1787 à 1860, Première série, tome 65, séance du 28 mai 1793, p. 535.

- « Marcou Brisson », dans Adolphe Robert et Gaston Cougny, Dictionnaire des parlementaires français, Edgar Bourloton, 1889-1891 [détail de l’édition]
- Fiche sur Assemblée nationale